# Voievodatul Pomerania
Voievodatul Pomerania (poloneză województwo pomorskie, cașubiană Pòmòrsczé wòjewództwò) este o regiune administrativă în nordul Poloniei pe coasta Mării Baltice. Capitala voievodatului este orașul Gdansk. 

## Diviziune administrativă
Voievodatul Pomerania se împarte în 16 județe. În afară de județe, regiunea contine și patru municipii.

### Municipii
1. Gdańsk
2. Gdynia
3. Słupsk
4. Sopot

### Județe teritoriale
| 1. Bytów 2. Chojnice 3. Człuchów 4. Gdańsk (reședință: Pruszcz Gdański) 5. Kartuzy 6. Kościerzyna | 1. Kwidzyn 2. Lębork 3. Malbork 4. Nowy Dwór Gdański 5. Puck | 1. Słupsk 2. Sztum 3. Starogard Gdański 4. Tczew 5. Wejherowo |